# 専福寺
専福寺（せんぷくじ）は、長野県中野市竹原にある真宗大谷派の寺院である。山号は大熊山。本尊は阿弥陀如来。

## 概要
開山は室町時代中期の1484年（文明16年）。了観（浄興寺9世住職巧観の弟）が、本願寺8世蓮如上人（本願寺中興の祖）より阿弥陀如来のご本尊が与えられ、城主高梨氏の援護を受け、中野市大熊に分寺したのを始まりとする。

## 本堂
1646年(正保2年)仮本堂として建立されたものを、1733年（享保18年）七間四面に増築され、1985年(昭和60年)に開基五百年の事業として外陣を改修し、2007年（平成19年）屋根および内陣を改修した。阿弥陀如来像(本願寺派の様式)が安置されている。

## 歴史
- 1484年（文明16年） 了観（浄興寺9世住職巧観の弟）が、本願寺8世蓮如上人（本願寺中興の祖）より阿弥陀如来のご本尊が与えられ、城主高梨氏の援護を受け、中野市大熊(今の北大熊)に分寺。
- 1577年 (天正5年)　  石山合戦に兵糧送る。十俵一斗。
- 1592年 (文禄元年)　 本堂建立する。
- 1646年（正保2年） 山崩れのため堂宇倒壊し、現在の中野市竹原に移転、仮本堂建立。
- 1676年（延宝5年） 大谷派本願寺門跡琢如上人より阿弥陀如来木造下付。（紙本本尊と引替えて安置）
- 1723年（享保8年） 鐘楼建替え。
- 1733年（享保18年） 本堂増築。
- 1885年 (明治19年)　竹原学校開校。(場所　専福寺)
- 1896年（明治29年） 太子堂（太子林（夜間瀬川のそばにあった））のお堂、大洪水で流され境内に移転。
- 1943年 (昭和18年)　梵鐘供出。
- 1945年 (昭和20年)    (東京)千住第六国民学校専福寺学寮開校。5月～11月(疎開)
- 1948年（昭和23年） 梵鐘再鋳。
- 1968年（昭和43年） 客殿建替え。落慶法要。そのときくぼみ石数個発見。
- 1979年（昭和54年） 太子堂建替え（聖徳太子の像を安置）。
- 1985年（昭和60年） 開基五百年法要。記念碑建立。
- 2007年（平成19年） 本堂屋根・内陣改修。
- 2010年 (平成22年)　蓮如上人五百回御遠忌法要兼本堂修復落慶法要。(東本願寺信悟院連枝御参修)[1][2]。

## 境内
- 本堂
- 太子堂
- 鐘楼（毎日、午前11時30分に「勧農の鐘」（梵鐘）を鳴らす。）
- 菩提樹（本山、法主より植樹されたもの。）
- 開基五百年記念碑（開基五百年を記念し建てられた。）
- くぼみ石（石器時代のもの）
- 龍勢（明治頃まで行われていた竹原の花火で巨大なロケット花火。（長さ5m））
- 筆塚（江戸時代中期頃に地区の方に習字を教えていた秀階住職の墓。）[1]

## 歴代
- 二十一世 - 小野澤良巖
- 二十二世 - 小野澤良秀
- 二十三世 - 小野澤秀晃[1][2]